# Central Hockey League 2002/03
Die Saison 2002/03 war die elfte reguläre Saison der Central Hockey League. Die 16 Teams absolvierten in der regulären Saison je 64 Begegnungen. Die Central Hockey League wurde in vier Divisions ausgespielt. Das punktbeste Team der regulären Saison waren die Austin Ice Bats, während die Memphis RiverKings in den Play-offs zum zweiten Mal den Ray Miron President’s Cup gewannen.  

## Teamänderungen
Folgende Änderungen wurden vor Beginn der Saison vorgenommen:
- Die San Antonio Iguanas stellten den Spielbetrieb ein.
- Die Laredo Bucks wurden als Expansionsteam in die Liga aufgenommen.
- Die Amarillo Rattlers änderten ihren Namen in Amarillo Gorillas.
- Die San Angelo Outlaws änderten ihren Namen in San Angelo Saints.

## Reguläre Saison

### Abschlusstabellen
Abkürzungen: GP = Spiele, W = Siege, L = Niederlagen, T = Unentschieden, OTL = Niederlage nach Overtime, GF = Erzielte Tore, GA = Gegentore, Pts = Punkte
| Northeast Division         | GP | W  | L  | OTL | SOL | GF  | GA  | Pts |
| -------------------------- | -- | -- | -- | --- | --- | --- | --- | --- |
| Indianapolis Ice           | 64 | 39 | 16 | 1   | 8   | 206 | 173 | 87  |
| Memphis RiverKings         | 64 | 39 | 21 | 1   | 3   | 235 | 190 | 82  |
| Bossier-Shreveport Mudbugs | 64 | 33 | 22 | 1   | 8   | 206 | 176 | 75  |
| Fort Worth Brahmas         | 64 | 16 | 41 | 4   | 3   | 146 | 251 | 39  |

| Northwest Division    | GP | W  | L  | OTL | SOL | GF  | GA  | Pts |
| --------------------- | -- | -- | -- | --- | --- | --- | --- | --- |
| Oklahoma City Blazers | 64 | 37 | 20 | 1   | 6   | 225 | 196 | 81  |
| Amarillo Gorillas     | 64 | 39 | 23 | 2   | 0   | 205 | 176 | 80  |
| Tulsa Oilers          | 64 | 37 | 22 | 3   | 2   | 218 | 195 | 79  |
| Wichita Thunder       | 64 | 21 | 36 | 5   | 2   | 216 | 261 | 49  |

| Southeast Division     | GP | W  | L  | OTL | SOL | GF  | GA  | Pts |
| ---------------------- | -- | -- | -- | --- | --- | --- | --- | --- |
| Austin Ice Bats        | 64 | 46 | 14 | 1   | 3   | 198 | 139 | 96  |
| Laredo Bucks           | 64 | 41 | 17 | 0   | 6   | 253 | 184 | 88  |
| Corpus Christi Icerays | 64 | 31 | 30 | 1   | 2   | 197 | 204 | 65  |
| San Angelo Saints      | 64 | 20 | 37 | 1   | 6   | 196 | 272 | 47  |

| Southwest Division   | GP | W  | L  | OTL | SOL | GF  | GA  | Pts |
| -------------------- | -- | -- | -- | --- | --- | --- | --- | --- |
| Odessa Jackalopes    | 64 | 35 | 22 | 5   | 2   | 195 | 185 | 77  |
| New Mexico Scorpions | 64 | 31 | 28 | 2   | 3   | 185 | 195 | 67  |
| Lubbock Cotton Kings | 64 | 29 | 28 | 2   | 5   | 212 | 215 | 65  |
| El Paso Buzzards     | 64 | 18 | 40 | 3   | 3   | 184 | 265 | 42  |

## Ray-Miron-President’s-Cup-Playoffs
| Ray-Miron-Cup-Viertelfinale | Ray-Miron-Cup-Viertelfinale | Ray-Miron-Cup-Viertelfinale |     |                    | Ray-Miron-Cup-Halbfinale | Ray-Miron-Cup-Halbfinale | Ray-Miron-Cup-Halbfinale |  |  | Ray-Miron-Cup-Finale | Ray-Miron-Cup-Finale | Ray-Miron-Cup-Finale |
|                             |                             |                             |     |                    |                          |                          |                          |  |  |                      |                      |                      |
| NE1                         | Indianapolis Ice            | 3                           |     |                    |                          |                          |                          |  |  |                      |                      |                      |
| NW2                         | Amarillo Gorillas           | 1                           |     |                    |                          |                          |                          |  |  |                      |                      |                      |
| NW2                         | Amarillo Gorillas           | 1                           | NE1 | Indianapolis Ice   | 0                        |                          |                          |  |  |                      |                      |                      |
|                             |                             |                             | NE1 | Indianapolis Ice   | 0                        |                          |                          |  |  |                      |                      |                      |
|                             | NE2                         | Memphis RiverKings          | 4   |                    |                          |                          |                          |  |  |                      |                      |                      |
| NE2                         | NE2                         | Memphis RiverKings          | 4   | Memphis RiverKings | 3                        |                          |                          |  |  |                      |                      |                      |
| NE2                         |                             |                             |     | Memphis RiverKings | 3                        |                          |                          |  |  |                      |                      |                      |
| NW1                         | Oklahoma City Blazers       | 2                           |     |                    |                          |                          |                          |  |  |                      |                      |                      |
| NW1                         | Oklahoma City Blazers       | 2                           | NE2 | Memphis RiverKings | 4                        |                          |                          |  |  |                      |                      |                      |
|                             |                             |                             |     | Memphis RiverKings | 4                        |                          |                          |  |  |                      |                      |                      |
|                             | SE1                         | Austin Ice Bats             | 1   |                    |                          |                          |                          |  |  |                      |                      |                      |
| SE1                         | SE1                         | Austin Ice Bats             | 1   | Austin Ice Bats    | 3                        |                          |                          |  |  |                      |                      |                      |
| SE1                         |                             |                             |     | Austin Ice Bats    | 3                        |                          |                          |  |  |                      |                      |                      |
| SW2                         | New Mexico Scorpions        | 1                           |     |                    |                          |                          |                          |  |  |                      |                      |                      |
| SW2                         | New Mexico Scorpions        | 1                           | SE1 | Austin Ice Bats    | 4                        |                          |                          |  |  |                      |                      |                      |
|                             |                             |                             | SE1 | Austin Ice Bats    | 4                        |                          |                          |  |  |                      |                      |                      |
|                             | SE2                         | Laredo Bucks                | 2   |                    |                          |                          |                          |  |  |                      |                      |                      |
| SE2                         | SE2                         | Laredo Bucks                | 2   | Laredo Bucks       | 3                        |                          |                          |  |  |                      |                      |                      |
| SE2                         |                             |                             |     | Laredo Bucks       | 3                        |                          |                          |  |  |                      |                      |                      |
| SW1                         | Odessa Jackalopes           | 2                           |     |                    |                          |                          |                          |  |  |                      |                      |                      |

## Vergebene Trophäen
| Auszeichnung                                                          | Spieler            | Team               |
| --------------------------------------------------------------------- | ------------------ | ------------------ |
| Commissioner’s Trophy Bester Trainer                                  | Ken McRae          | Indianapolis Ice   |
| Most Valuable Player Bester Spieler der regulären Saison              | Don Parsons        | Memphis RiverKings |
| Playoff Most Valuable Player Bester Spieler der Playoffs              | Kahlil Thomas      | Memphis RiverKings |
| Rookie of the Year Bester Rookie der regulären Saison                 | Derek Hahn         | Amarillo Gorillas  |
| Most Outstanding Defenseman Bester Verteidiger der regulären Saison   | Michel Périard     | Laredo Bucks       |
| Most Outstanding Goaltender Bester Torhüter der regulären Saison      | Matt Barnes        | Austin Ice Bats    |
| Ken McKenzie Trophy Bester Scorer der regulären Saison                | Don Parsons        | Memphis RiverKings |
| Ray Miron President’s Cup Gewinner der Central-Hockey-League-Playoffs | Memphis RiverKings | Memphis RiverKings |
| Governors’ Cup Bestes Team der regulären Saison                       | Austin Ice Bats    | Austin Ice Bats    |